# 提帮功王子
提帮功·拉沙米触王子（泰語： Thipangkon Ratsamichot，泰語發音：[tʰiː.paŋ.kɔːn.rát.sà.mǐː.tɕʰôːt]；2005年4月29日—），現任泰王拉瑪十世（瑪哈·瓦集拉隆功）與前太子妃西拉米所生的獨子，也是第五個兒子，亦是家中最小的孩子，可能是王位繼承順序排名第1位。
他的父亲拉瑪十世与前两个妻子生有两女四男，第二任妻子所生的四个儿子，都被拉瑪十世放逐海外，不受泰国王室的承认。两個异母姐姐虽年长于提帮功王子，但王位继承权次于王子。但父亲拉瑪十世在继位前的2014年已與其母西拉米離婚，這事件對提幫功繼承王位的影響還是未知數。2016年父亲拉瑪十世继位后，提帮功尚未获得泰国王储头衔。

## 图库

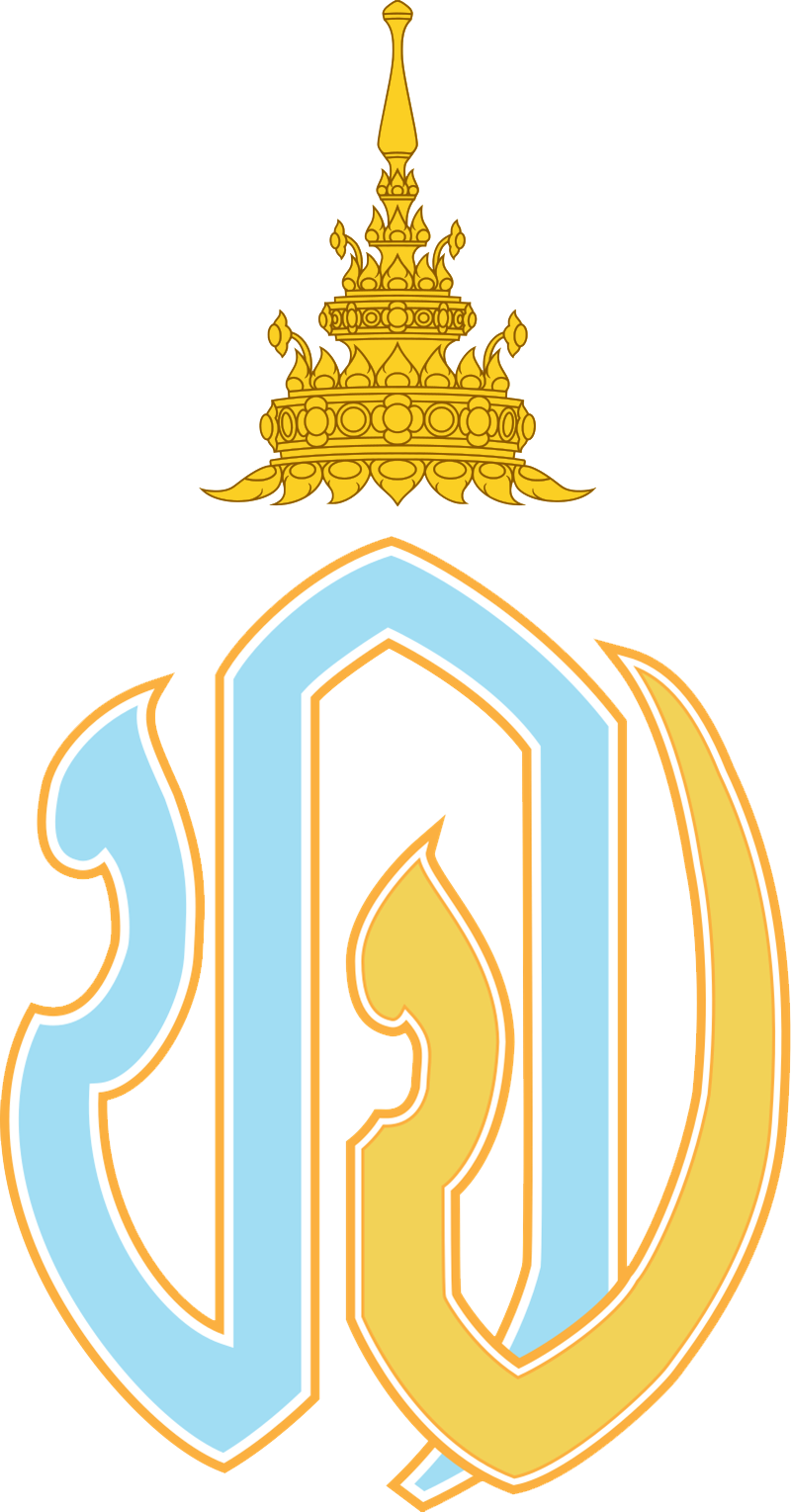
皇家标志
皇家旗帜